# Atletiek op de Paralympische Zomerspelen 2024 - Marathon vrouwen T12
De marathon voor vrouwen klasse T12 op de Paralympische Zomerspelen 2024 vond plaats op 8 september, de start was in het arc Georges Valbon te La Courneuve een gemeente in het Franse departement Seine-Saint-Denis (regio Île-de-France). De finish lag bij het Hôtel des Invalides in het 7e arrondissement van Parijs. Deze klasse is voor slechtziende atletes die over het algemeen enig restzicht hebben, het vermogen om de vorm van een hand op een afstand van 2 meter te herkennen en het vermogen om helder waar te nemen zal niet meer dan 2/60 zijn. T12 atletes mogen samen met een gids lopen. Dit is een gecombineerde klasse met T11. De winnares van 2020 was Misato Michishita uit Japan, die in 2024 werd opgevolgd door Fatima Ezzahra El Idrissi uit Marokko. Haar landgenote Meryem En-Nourhi behaalde het zilver en Misato Michishita won de bronzen medaille.

## Records
Voorafgaand aan het toernooi waren dit de wereldrecords en Paralympische records.
| Wereldrecord        | T11 | Zuid-Afrika Louzanne Coetzee | 3:11:13 | Tokio | 5 september 2021 |
| Paralympisch record | T11 | Zuid-Afrika Louzanne Coetzee | 3:11:13 | Tokio | 5 september 2021 |
|                     |     |                              |         |       |                  |
| Wereldrecord        | T12 | Japan Misato Michishita      | 2:54:13 | Hofu  | 20 december 2020 |
| Paralympisch record | T12 | Japan Misato Michishita      | 3:00:50 | Tokio | 5 september 2021 |

## Uitslag
| Rang   | Kl. | Naam                                                             | Naam | Tijd    | Bijz.    |
| ------ | --- | ---------------------------------------------------------------- | ---- | ------- | -------- |
| Goud   | T12 | Fatima Ezzahra El Idrissi                                        | MAR  | 2:48:36 | WR       |
| Zilver | T12 | Meryem En-Nourhi Abdelhadi El Harti (gids)                       | MAR  | 2:58:18 | PB       |
| Brons  | T12 | Misato Michishita                                                | JPN  | 3:04:23 | SB       |
| 4      | T12 | Rosario Gangloff                                                 | FRA  | 3:13:50 |          |
| 5      | T12 | Edneusa de Jesus Santos Allesandro Souza (gids)                  | BRA  | 3:17:40 |          |
| 6      | T12 | Ausra Garunksnyte Linas Mikalainis (gids)                        | LTU  | 3:18:41 | SB       |
| 7      | T11 | Louzanne Coetzee Claus Kempen (gids)                             | RSA  | 3:25:53 | SB       |
| 8      | T12 | Maria del Carmen Paredes Rodriguez Lorenzo Sanchez Martin (gids) | ESP  | 3:36:29 |          |
| —      | T12 | Elena Congost Mia Carol Bruguera (gids)                          | ESP  | DSQ     | R7.9.5   |
| —      | T11 | He Shanshan                                                      | CHN  | DSQ     | R49.6(b) |